# Theognis (schrijver)
- Theognis (Oudgrieks: Θέογνις, Théognis) was de auteur van een werk getiteld περὶ τῶν ἐν Ῥόὸῳ θυσιῶν ("Over de offers in Rhodos"), waarvan een passage uit het tweede boek door Athenaeus van Naucratis wordt geciteerd.[1]

## Referentie
- P. Smith, art. Theognis (3), in W. Smith (ed.), A dictionary of Greek and Roman biography and mythology, III, Boston, 1849, p. 1078.